# Racquinghem
Racquinghem [ʁakɛ̃ɡɛm] est une commune française située dans le département du Pas-de-Calais en région Hauts-de-France. Ses habitants sont appelés les Racquinghemois. La commune est membre de la communauté d'agglomération du Pays de Saint-Omer.

## Géographie

### Localisation
Localisée dans l'est du département du Pas-de-Calais et limitrophe du département du Nord, Racquinghem est un bourg rural bordé au nord-est par le canal de Neufossé et situé, à vol d'oiseau, à 9 km au sud-est de la commune de Saint-Omer (aire d'attraction et chef-lieu d'arrondissement).
Le territoire de la commune est limitrophe de ceux de six communes, dont une, Renescure, dans le département du Nord.
Les communes limitrophes sont  Blaringhem, Heuringhem, Quiestède, Renescure, Roquetoire et Wardrecques.

### Géologie et relief
La superficie de la commune est de 5,32 km2 ; son altitude varie de 20  à   68 m.

### Hydrographie
La commune est située dans le bassin Artois-Picardie.
Le territoire communal est drainé par six cours d'eau :
- le canal de Neufossé, canal navigable de 19,63 km, qui prend sa source dans la commune d'Aire-sur-la-Lys et se jette dans Aa canalisée au niveau de la commune de Saint-Omer[4] ;

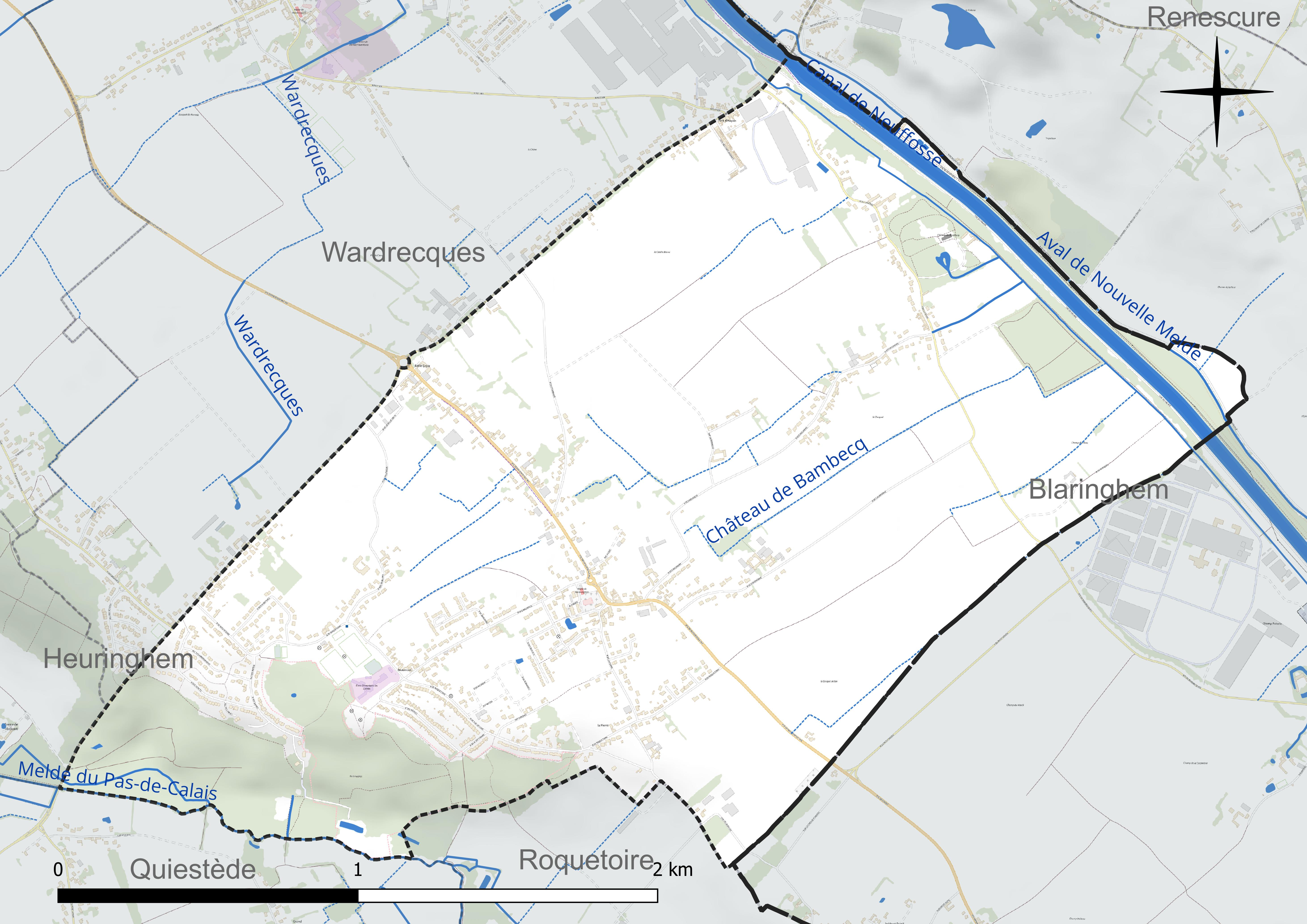
Réseau hydrographique de Racquinghem.

- la Melde du Pas-de-Calais, d'une longueur de 15,29 km, qui prend sa source dans la commune d'Helfaut et se jette dans le bras de décharge de la lys oduel au niveau de la commune d'Aire-sur-la-Lys[5] ;
- l'aval de Nouvelle Melde, d'une longueur de 11,15 km qui prend sa source dans la commune de Wardrecques et se jette dans le canal de la Nieppe au niveau de la commune de Thiennes[6] ;
- le contre-fossé rive gauche du canal de Neuffossé, d'une longueur de 7,24 km qui prend sa source dans la commune de Wardrecques et se jette dans la Melde du Pas-de-Calais au niveau de la commune de Wittes[7] ;
- toponyme hydrographique inconnu, d'une longueur de 1,96 km qui prend sa source dans la commune et se jette dans la Melde du Pas-de-Calais au niveau de la commune d'Ecques[8] ;
- le Château de Bambecq , d'une longueur de 1,55 km qui prend sa source dans la commune et se jette dans le contre-fossé rive gauche du canal de Neuffossé au niveau de la commune[9].

### Climat
Pour des articles plus généraux, voir Climat des Hauts-de-France et Climat du Nord-Pas-de-Calais.
En 2010, le climat de la commune est de type climat océanique altéré, selon une étude du CNRS s'appuyant sur une série de données couvrant la période 1971-2000. En 2020, Météo-France publie une typologie des climats de la France métropolitaine dans laquelle la commune est exposée à un climat océanique et est dans la région climatique Côtes de la Manche orientale, caractérisée par un faible ensoleillement (1 550 h/an) ; forte humidité de l’air (plus de 20 h/jour avec humidité relative > 80 % en hiver), vents forts fréquents.
Pour la période 1971-2000, la température annuelle moyenne est de 10,4 °C, avec une amplitude thermique annuelle de 13,8 °C. Le cumul annuel moyen de précipitations est de 806 mm, avec 12,9 jours de précipitations en janvier et 8,3 jours en juillet. Pour la période 1991-2020, la température moyenne annuelle observée sur la station météorologique la plus proche, située sur la commune de Lillers à 17 km à vol d'oiseau, est de 11,1 °C et le cumul annuel moyen de précipitations est de 731,5 mm,. Pour l'avenir, les paramètres climatiques de la commune estimés pour 2050 selon différents scénarios d'émission de gaz à effet de serre sont consultables sur un site dédié publié par Météo-France en novembre 2022.

### Milieux naturels et biodiversité

#### Espaces protégés
La protection réglementaire est le mode d’intervention le plus fort pour préserver des espaces naturels remarquables et leur biodiversité associée.
Dans ce cadre, la commune fait partie de deux espaces protégés : 
- les landes du plateau d'Helfaut, arrêté préfectoral de protection de biotope, d'une superficie de 404,509 ha[17] ;
- la réserve naturelle régionale (RNR) du plateau des landes, d'une superficie de 181,1 ha, géré par le syndicat mixte Eden 62. La réserve naturelle des landes de Blendecques, grâce à un substrat géologique particulier dit « diluvium d'Helfaut » et une assise d'argile à silex sur sable du Landénien, abrite notamment un grand nombre d'espèces typiques des milieux acides rares dans cette région calcaire. Le substrat argileux a permis la conservation de zones humides et de nappes dites « perchées » où ont survécu mieux qu'ailleurs de nombreuses espèces devenues rares ou qui ont disparu d'une grande partie de la région voire de tout le Nord de la France. La commune-centre est proche de la limite est du plateau d'Helfaut (parfois appelé plateau d'Helfaut à Racquinghem, entité géologique et écologique remarquable, tout à fait atypique pour la région et abritant à ce titre une partie de la réserve naturelle régionaledu plateau des Landes. Cette réserve naturelle concerne une partie de la commune ainsi que celles de Blendecques, de Helfaut et de Heuringhem. Elle abritait autrefois une lande tout à fait exceptionnelle pour la région (du point de vue de sa flore (landes sèches et humides, acides, à bruyères) et de sa faune (nombreux amphibiens protégés) sur laquelle a été construit dans les années 1970 - après un incendie majeur ayant mobilisé durant plusieurs jours les pompiers de plusieurs casernes de la région - un lotissement répondant aux besoins de logements nécessités par la croissance des industries locales (Verrerie-Cristallerie d'Arques, papeteries de Wardrecques et de la vallée de l'Aa, etc.) ainsi que des aménagements sportifs et culturels[18].

#### Zones naturelles d'intérêt écologique, faunistique et floristique
L’inventaire des zones naturelles d'intérêt écologique, faunistique et floristique (ZNIEFF) a pour objectif de réaliser une couverture des zones les plus intéressantes sur le plan écologique, essentiellement dans la perspective d’améliorer la connaissance du patrimoine naturel national et de fournir aux différents décideurs un outil d’aide à la prise en compte de l’environnement dans l’aménagement du territoire.
Le territoire communal comprend une ZNIEFF de type 1 : le plateau siliceux d'Helfaut à Racquinghem. Cette ZNIEFF correspond à un vaste plateau détritique de moins d’un kilomètre de large et de près de 10 km de long qui surplombe de plus de 90 m la vallée de l’Aa dont les versants abrupts taillés dans la craie sont en partie occupés par les pelouses de Wizernes.
et une ZNIEFF de type 2 : la moyenne vallée de l’Aa et ses versants entre Remilly-Wirquin et Wizernes. La moyenne vallée de l’Aa et ses versants représentent un remarquable ensemble écologique associant des habitats très différents constituant des complexes de végétations souvent complémentaires.

Carte des ZNIEFF de type 1 et 2 sur la commune
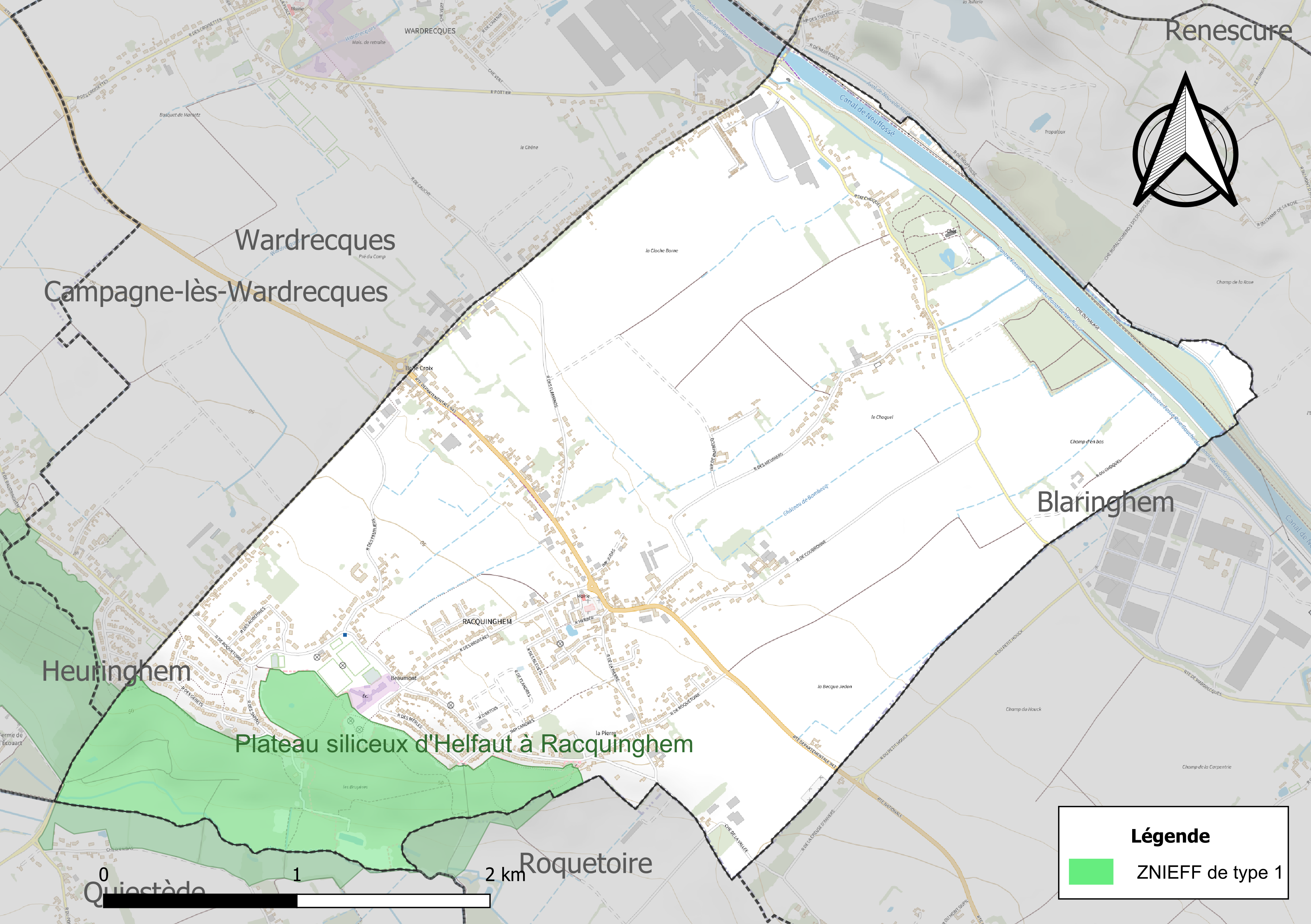
Carte de la ZNIEFF de type 1 sur la commune.
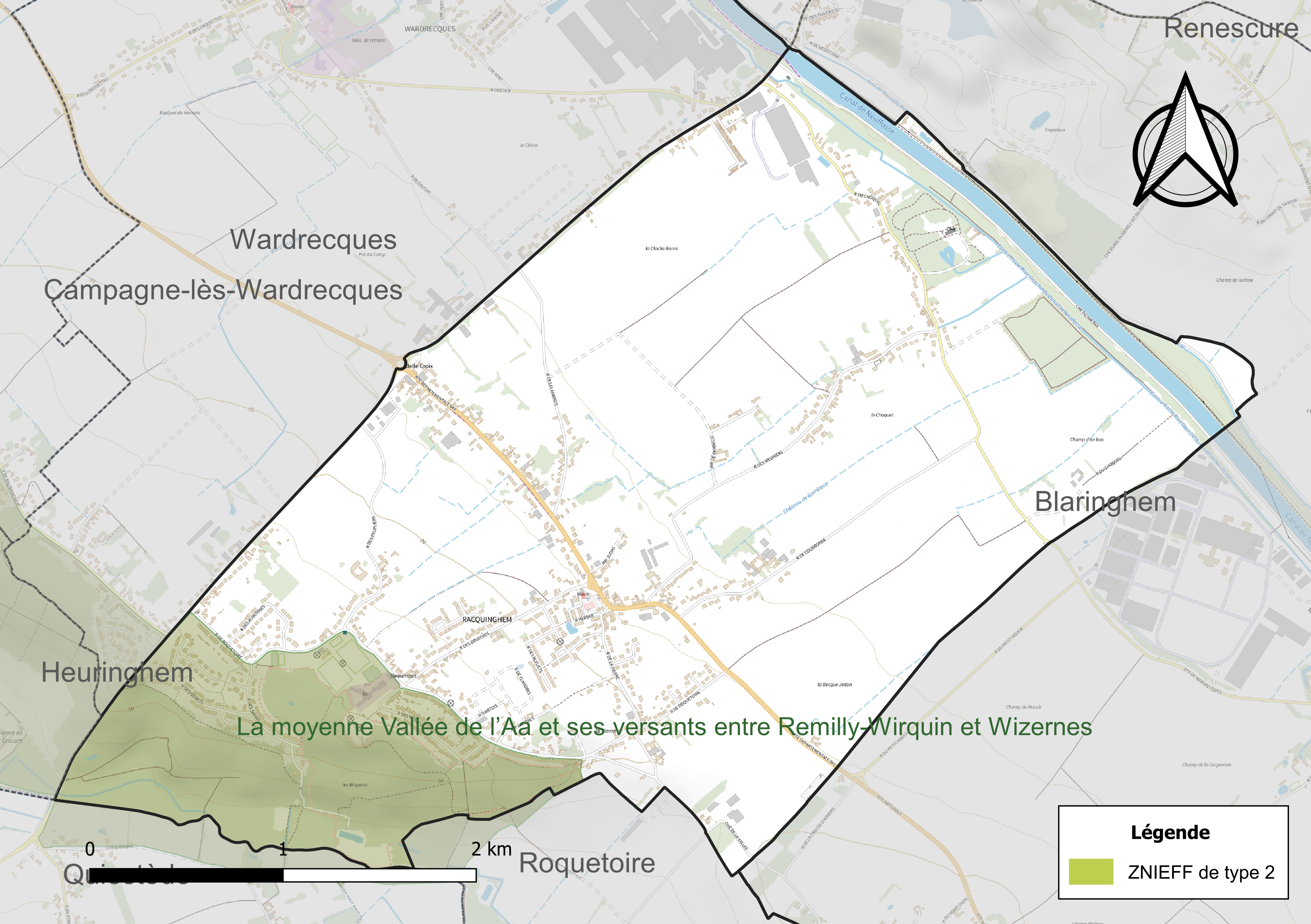
Carte de la ZNIEFF de type 2 sur la commune.

#### Site Natura 2000
Le réseau Natura 2000 est un réseau écologique européen de sites naturels d’intérêt écologique élaboré à partir des directives « habitats » et « oiseaux ». Ce réseau est constitué de zones spéciales de conservation (ZSC) et de zones de protection spéciale (ZPS). Dans les zones de ce réseau, les États Membres s'engagent à maintenir dans un état de conservation favorable les types d'habitats et d'espèces concernés, par le biais de mesures réglementaires, administratives ou contractuelles.
Sur la commune, un site Natura 2000 de type B est défini en site d'importance communautaire (SIC) : les pelouses, bois acides à neutrocalcicoles, landes nord-atlantiques du plateau d'Helfaut et le système alluvial de la moyenne vallée de l'Aa d'une superficie de 389 ha et répartis sur 14 communes.

#### Espèces faunistiques et floristiques
L’Inventaire national du patrimoine naturel (INPN) recense plusieurs espèces faunistiques et floristiques sur le territoire de la commune dont certaines sont protégées et d’autres menacées et quasi-menacées.

## Urbanisme

### Typologie
Au 1er janvier 2024, Racquinghem est catégorisée bourg rural, selon la nouvelle grille communale de densité à sept niveaux définie par l'Insee en 2022.
Elle appartient à l'unité urbaine de Saint-Omer, une agglomération inter-départementale regroupant 23  communes, dont elle est une commune de la banlieue,,. Par ailleurs la commune fait partie de l'aire d'attraction de Saint-Omer, dont elle est une commune de la couronne,. Cette aire, qui regroupe 79 communes, est catégorisée dans les aires de 50 000 à moins de 200 000 habitants,.

### Voies de communications et transports
La commune est desservie par la ligne 511 du réseau Mouvéo.

## Toponymie
Le nom de la localité est attesté sous les formes Rakingere [lire : Rakingem] en 1207 ; Raquinghem en 1223 ; Rackingehem en 1239 ; Rakinghehem en 1287 ; Rakinghem en 1293 ; Rakingueham en 1301 ; Raquinguehem en 1329 ; Rachinguehem en 1430 ; Recqueghem en 1474 ; Raqueguehem en 1515 ; Raquinghien en 1528 ; Raquinghem en 1560 ; Racquinguehen en 1576 ; Ruaquinghem en 1637-1639 ; Racquinghem-lez-Cohem au XVIIe siècle ; Racquinghem en 1793 ; Raquinghem en 1801.
Ernest Nègre avance un toponyme composé de l'anthroponyme germanique Racco, suivi de -ingen « gens de (famille) » + heim « demeure, maison », donnant la « demeure des gens (famille) de Racco ».
La commune porte le nom de Racquinghin en picard et Rakingem en flamand.

## Histoire
Divers conflits ont depuis concerné la commune, dont aux environs du milieu de l'an mil la guerre entre le comte de Flandre (Baudouin le Pieux) et l’empereur Henri III, qui s'est pour partie cristallisée entre Arques et Aire-sur-la-Lys, sur la frontière artificielle créée à cette occasion par le creusement d'un canal défensif dit Neuf-Fossé, qui deviendra le canal de Neufossé.
En 2015, un projet de fusion des communes de Wardrecques, Campagne-lès-Wardrecques et Racquinghem est élaboré. Pour être validé, les conseils municipaux des trois communes doivent le voter. Ces votes ont lieu le même jour, le conseil de Racquinghem vote en sa faveur, ceux de Wardrecques et Campagnes-lès-Wardrecques votent contre, ce qui met un terme à ce projet.

## Politique et administration

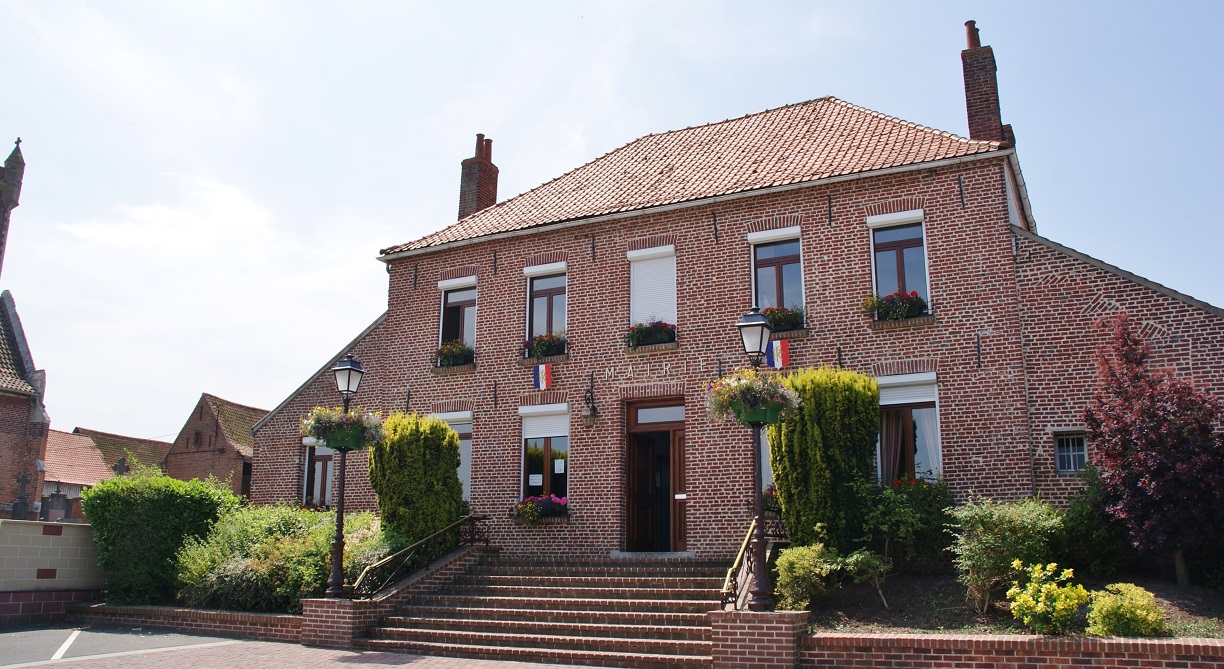
La mairie.

### Découpage territorial
La commune se trouve dans l'arrondissement de Saint-Omer du département du Pas-de-Calais.

#### Commune et intercommunalités
La commune est membre de la communauté d'agglomération du Pays de Saint-Omer.
Un processus d'adhésion à la  communauté d'agglomération de Saint-Omer de la commune, jusqu'alors membre de la communauté de communes du pays d'Aire, a été engagé en 2014 et devrait aboutir en juillet 2015, ce qui est officialisé en septembre 2015. La communauté d'agglomération du Pays de Saint-Omer regroupe 53 communes et totalise 104 937 habitants en 2021.

#### Circonscriptions administratives
La commune est rattachée au canton de Fruges.

#### Circonscriptions électorales
Pour l'élection des députés, la commune fait partie de la huitième circonscription du Pas-de-Calais.

### Élections municipales et communautaires

#### Liste des maires
Maire au XIXe siècle, après 1857, Marie-Henri-Arnould Van Zeller d'Oosthove.
| Période                                  | Période                      | Identité          | Étiquette | Qualité                                                                       |
| ---------------------------------------- | ---------------------------- | ----------------- | --------- | ----------------------------------------------------------------------------- |
| Les données manquantes sont à compléter. |                              |                   |           |                                                                               |
| 1925                                     | 1944                         | Louis Devigne     | Rad.ind.  |                                                                               |
| 1944                                     | 1947                         | Édilbert Rigault  | PCF       | Chef de gare, ancien résistant                                                |
| 1947                                     | ?                            | Jacob Quénivet    |           |                                                                               |
| ?                                        | ?                            | René Ledoux       |           |                                                                               |
| ?                                        | ?                            | Gabriel Tirloir   |           |                                                                               |
| mars 1965                                | mars 1989                    | Pierre Deheunynck |           | Commerçant Président du District de la région d'Aire-sur-la-Lys (1970 → 1973) |
| mars 1989                                | 2004 (démission)             | Gérald Verroust   | PS        | Principal de collège, suppléant du député Michel Lefait (1997-2002)           |
| 2004                                     | mai 2020                     | Bernard Idzik     | PS        | Enseignant Réélu pour le mandat 2014-2020,                                    |
| mai 2020                                 | En cours (au 7 Février 2023) | Jean-Luc Demaire  |           | Ancien cadre Élu pour le mandat 2020-2026,                                    |

## Population et société

### Démographie
Les habitants sont appelés les Racquinghemois.

#### Évolution démographique
L'évolution du nombre d'habitants est connue à travers les recensements de la population effectués dans la commune depuis 1793. Pour les communes de moins de 10 000 habitants, une enquête de recensement portant sur toute la population est réalisée tous les cinq ans, les populations de référence des années intermédiaires étant quant à elles estimées par interpolation ou extrapolation. Pour la commune, le premier recensement exhaustif entrant dans le cadre du nouveau dispositif a été réalisé en 2004.

En 2022, la commune comptait 2 197 habitants, en évolution de −4,31 % par rapport à 2016 (Pas-de-Calais : −0,72 %, France hors Mayotte : +2,11 %).
| 1793 | 1800 | 1806 | 1821 | 1831 | 1836 | 1841 | 1846 | 1851 |
| ---- | ---- | ---- | ---- | ---- | ---- | ---- | ---- | ---- |
| 422  | 418  | 512  | 528  | 552  | 566  | 606  | 611  | 545  |

| 1856 | 1861 | 1866 | 1872 | 1876 | 1881 | 1886 | 1891 | 1896 |
| ---- | ---- | ---- | ---- | ---- | ---- | ---- | ---- | ---- |
| 504  | 514  | 597  | 611  | 655  | 683  | 653  | 618  | 617  |

| 1901 | 1906 | 1911 | 1921 | 1926 | 1931 | 1936 | 1946 | 1954 |
| ---- | ---- | ---- | ---- | ---- | ---- | ---- | ---- | ---- |
| 624  | 566  | 574  | 655  | 832  | 834  | 815  | 814  | 817  |

| 1962 | 1968 | 1975  | 1982  | 1990  | 1999  | 2004  | 2006  | 2009  |
| ---- | ---- | ----- | ----- | ----- | ----- | ----- | ----- | ----- |
| 919  | 976  | 1 219 | 1 816 | 2 368 | 2 334 | 2 167 | 2 210 | 2 320 |

| 2014  | 2019  | 2022  | - | - | - | - | - | - |
| ----- | ----- | ----- | - | - | - | - | - | - |
| 2 298 | 2 234 | 2 197 | - | - | - | - | - | - |

#### Pyramide des âges
En 2018, le taux de personnes d'un âge inférieur à 30 ans s'élève à 34,4 %, soit en dessous de la moyenne départementale (36,7 %). De même, le taux de personnes d'âge supérieur à 60 ans est de 24,5 % la même année, alors qu'il est de 24,9 % au niveau départemental.
En 2018, la commune comptait 1 145 hommes pour 1 110 femmes, soit un taux de 50,78 % d'hommes, largement supérieur au taux départemental (48,50 %).
Les pyramides des âges de la commune et du département s'établissent comme suit.
| Hommes | Classe d’âge | Femmes |
| ------ | ------------ | ------ |
| 0,1    | 90 ou +      | 0,7    |
| 4,1    | 75-89 ans    | 4,8    |
| 19,5   | 60-74 ans    | 19,8   |
| 20,3   | 45-59 ans    | 21,5   |
| 19,8   | 30-44 ans    | 20,7   |
| 16,0   | 15-29 ans    | 14,0   |
| 20,4   | 0-14 ans     | 18,5   |

| Hommes | Classe d’âge | Femmes |
| ------ | ------------ | ------ |
| 0,5    | 90 ou +      | 1,6    |
| 5,6    | 75-89 ans    | 8,9    |
| 16,7   | 60-74 ans    | 18,1   |
| 20,2   | 45-59 ans    | 19,2   |
| 18,9   | 30-44 ans    | 18,1   |
| 18,2   | 15-29 ans    | 16,2   |
| 19,9   | 0-14 ans     | 17,9   |

## Culture locale et patrimoine

### Lieux et monuments
- L'église Notre-Dame-de-l'Assomption.
- Le monument aux morts, surmonté du coq gaulois[42].

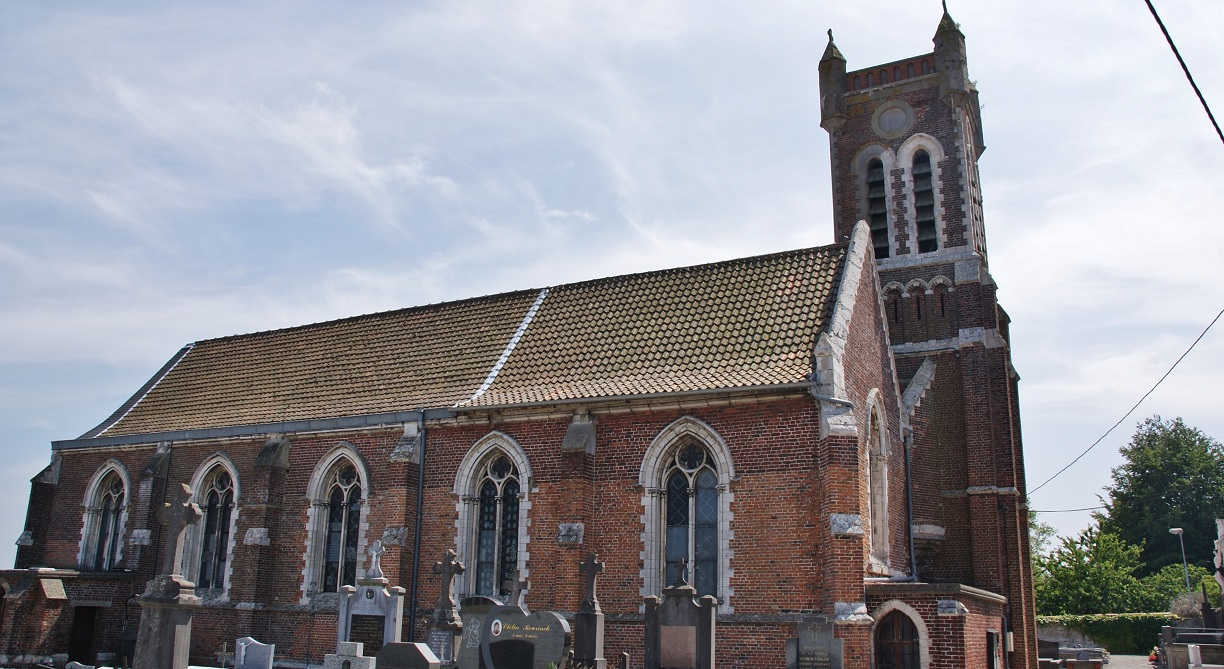
L'église Notre-Dame-de-l'Assomption.
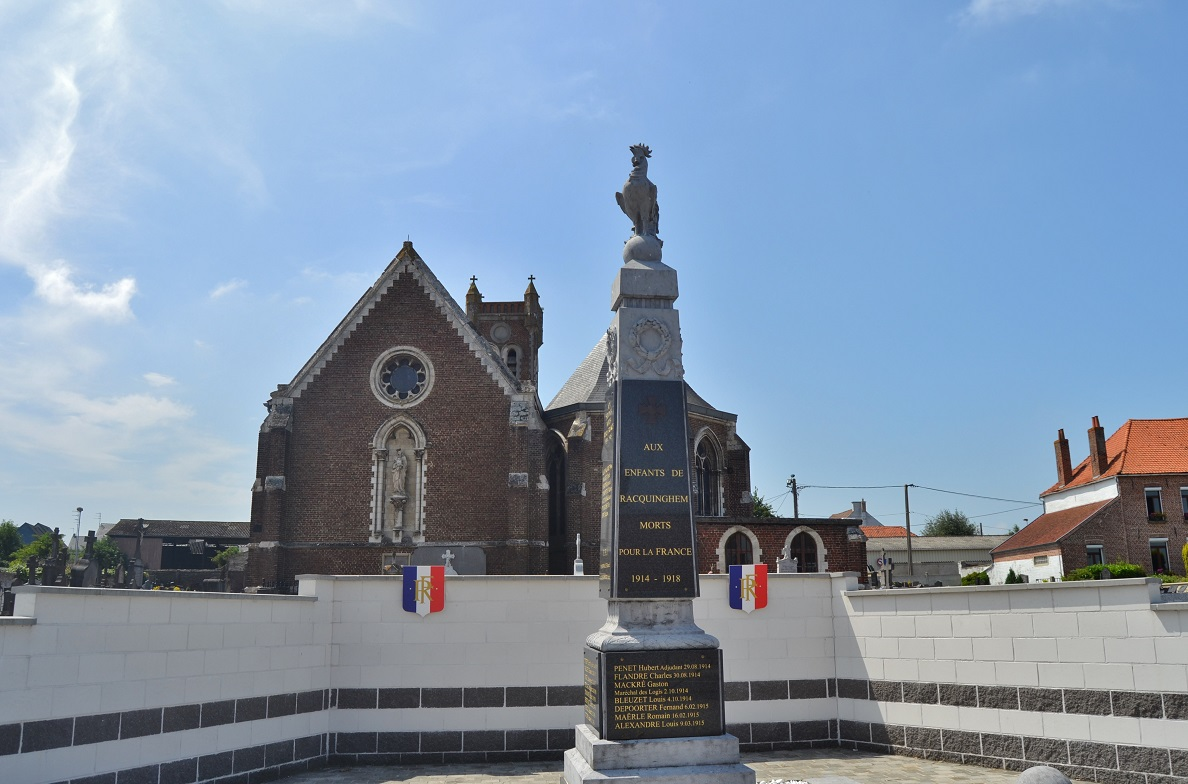
Le monument aux morts devant l'église.

### Personnalités liées à la commune
- Adrien van Beveren (1991-), pilote de moto-cross, passe son enfance dans la commune.

### Héraldique

Armes de la famille de Basselers.

| Blason de Racquinghem | Blason  | De gueules à un lion d'argent ; sur le tout, d'azur chargé de trois canettes d'argent, becquées et membrées de gueules. |
| Blason de Racquinghem | Détails | Avant 1996, la commune portait un blason identique à celui d'Arras, mais, afin d'éviter toute confusion, elle changea la couleur du lion et modifia l'écu central, alors aux armes d'Artois, afin de s'inspirer des armes de la famille de Basselers, dont étaient issus d'anciens seigneurs de Racquinghem. Adopté par la municipalité en 1996. |

## Pour approfondir

#### Bases de données, dictionnaires et encyclopédies
- Ressources relatives à la géographie :   - Insee (communes)
  - Ldh/EHESS/Cassini
- Ressource relative à plusieurs domaines :   - Annuaire du service public français
- Notices d'autorité :   - BnF (données)